# Tricholoma pardinum
Vous lisez un « article de qualité » labellisé en 2014.
Tricholome moucheté, Tricholome rayé, Tricholome tigré
Espèce
Synonymes
Agaricus undulatus J.F.Gmel. 1792
Agaricus fritillarius Batsch 1783
Agaricus myomyces var. pardinus Pers. (1801)
Tricholoma tigrinum Gillet 1874
Gyrophila tigrina Schaeff. ex Quél. (1886)
Tricholoma pardalotum Herink & Kotl. (1967)
Tricholoma pardinum est une espèce de champignons basidiomycètes de la famille des Tricholomataceae. En français, ses noms vulgaires sont Tricholome moucheté, Tricholome rayé et Tricholome tigré. Il est largement distribué en Amérique du Nord et en Europe, ainsi que dans certaines parties de l'Asie. Il est souvent observé dans des hêtraies où il se développe en été et en automne.
Scientifiquement décrit pour la première fois par Christiaan Hendrik Persoon en 1801, cette espèce de champignons est par la suite mêlée à une confusion taxinomique qui s'étendra sur deux siècles. En 1762, le naturaliste allemand Jacob Christian Schäffer avait décrit l'espèce Agaricus tigrinus avec une illustration correspondant à ce qu'on considère être Tricholoma pardinum, ce qui explique que certains manuels européens l'appellent à tort Tricholoma tigrinum.
Le sporophore, de taille moyenne, a un chapeau d'une dizaine de centimètres de diamètre, parfois plus grand, avec une cuticule couverte d'écailles marron gris. Les lames sont blanchâtres et ne sont pas reliées au stipe ; celui-ci est blanc à gris marron clair.
Tricholoma pardinum compte parmi les champignons les plus toxiques du genre Tricholoma, et a été impliqué dans de nombreux cas d'empoisonnements, sans doute à cause de son attrait visuel et olfactif et de la ressemblance de la face supérieure de son chapeau à plusieurs espèces comestibles comme Tricholoma myomyces. L'ingestion de Tricholoma pardinum provoque une gastro-entérite sévère et persistante causée par une mycotoxine non identifiée

## Taxinomie

### Nomenclature

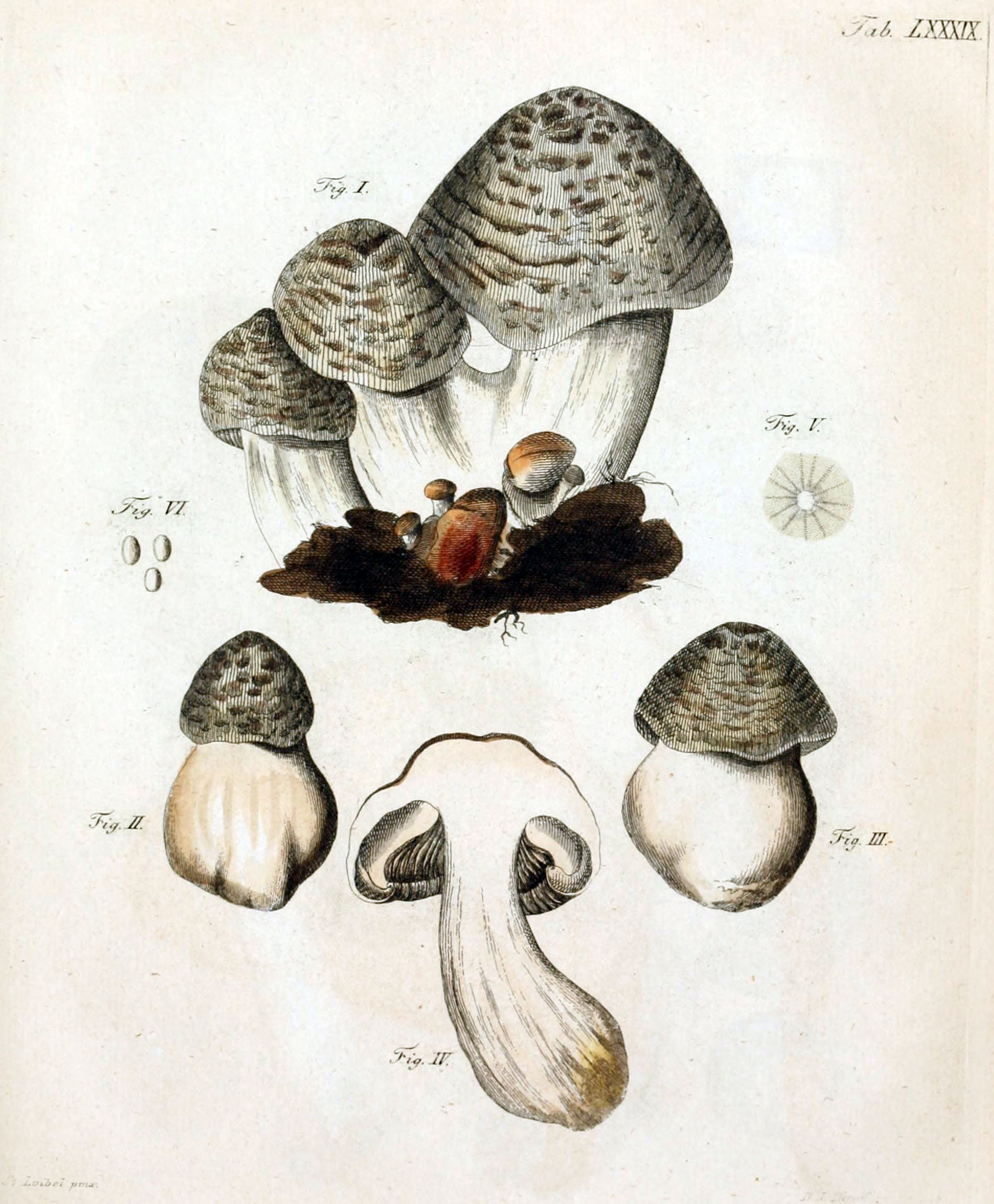
Illustration de Jacob Christian Schäffer sous le titre Agaricus tigrinus, représentant en fait des carpohores de Tricholoma pardinum, longtemps confondu avec le Lentin tigré (Lentinus tigrinus).

Christiaan Hendrik Persoon décrit ce champignon en tant que Agaricus myomyces var. pardinus en 1801, quoiqu'il soupçonne qu'il s'agit d'une espèce distincte. Par ailleurs, en 1762, Jacob Christian Schäffer avait décrit une espèce sous le nom d’Agaricus tigrinus ; l'illustration qui accompagne cette description correspond à ce que nous appelons maintenant Tricholoma pardinum, mais la description est moins claire. Augmentant encore la confusion, Elias Magnus Fries utilise le nom Agaricus tigrinus en 1821, conformément à la description de Pierre Bulliard de 1782, qui correspond aujourd'hui à Lentinus tigrinus. En 1838, Fries attribue un champignon encore différent, Tricholoma irinum, au nom binominal, qui est lié à la description de Schäffer de 1762. Lucien Quélet le re-classifie en tant qu'espèce en 1873, lui donnant son nom actuel. Alfredo Riva constate quant à lui que Louis Secretan avait donné une description de l'espèce quarante ans avant Quélet, en 1833. Riva a alors proposé que le champignon ait pour nom Tricholoma pardinum (Secr.) Quél, mais les travaux de Secretan ne sont généralement pas reconnus pour la nomenclature car il n'utilisait pas toujours les standards binominaux.
La confusion sur le nom scientifique de l'espèce à utiliser dura près de deux siècles. Le nom Tricholoma tigrinum a été utilisé dans certains guides européens,, mais était parfois appliqué erronément à Tricholoma pardinum,. L'incertitude était telle que les mycologues tchèques Josef Herink et František Kotlaba ont suggéré en 1967 que les deux appellations étaient incorrectes, et ont proposé le nouveau nom Tricholoma pardalotum.

### Systématique
Tricholoma pardinum se trouve dans le sous-genre Pardinicutis, un groupement de différentes espèces caractérisées par leur chapeau gris, marron ou pâle, couvert d'un duvet ou de petites écailles, leurs spores de 8  à   11 µm de longueur et leurs anses d'anastomose abondantes dans l'hyphe. Les analyses de phylogénie moléculaire suggèrent que Tricholoma pardinum est particulièrement proche de Tricholoma huronense, Tricholoma mutabile et Tricholoma venenatum,.
Tricholoma pardinum var. filamentosum est une variété rare décrite en 1983 par Carlo Luciano Alessio, dont le chapeau et le pied sont plus fibreux que la variété type. Elle se trouve en Europe du Sud où elle cohabite le plus souvent avec Castanea (châtaignier) et Picea (épicéa). Une autre variété, décrite sous le nom de Tricholoma pardinum var. unguentatum, est caractérisée par sa chair plus tendre et la présence d'un revêtement gras sur la cuticule.

### Étymologie
L'épithète spécifique pardinum est dérivée du latin pardus, léopard, en référence au chapeau tacheté ou moucheté.
Le nom générique est issu du grec trichos (τριχος), « cheveux », et loma (λωμα), « frange » ou « bordure ». Parmi ses noms vulgaires figurent Tricholome rayé, Tricholome moucheté, Tricholome tigré,, leopard knight (« chevalier léopard ») ou tigertop (« chapeau tigré ») en anglais,.

## Description

### Caractères macroscopiques

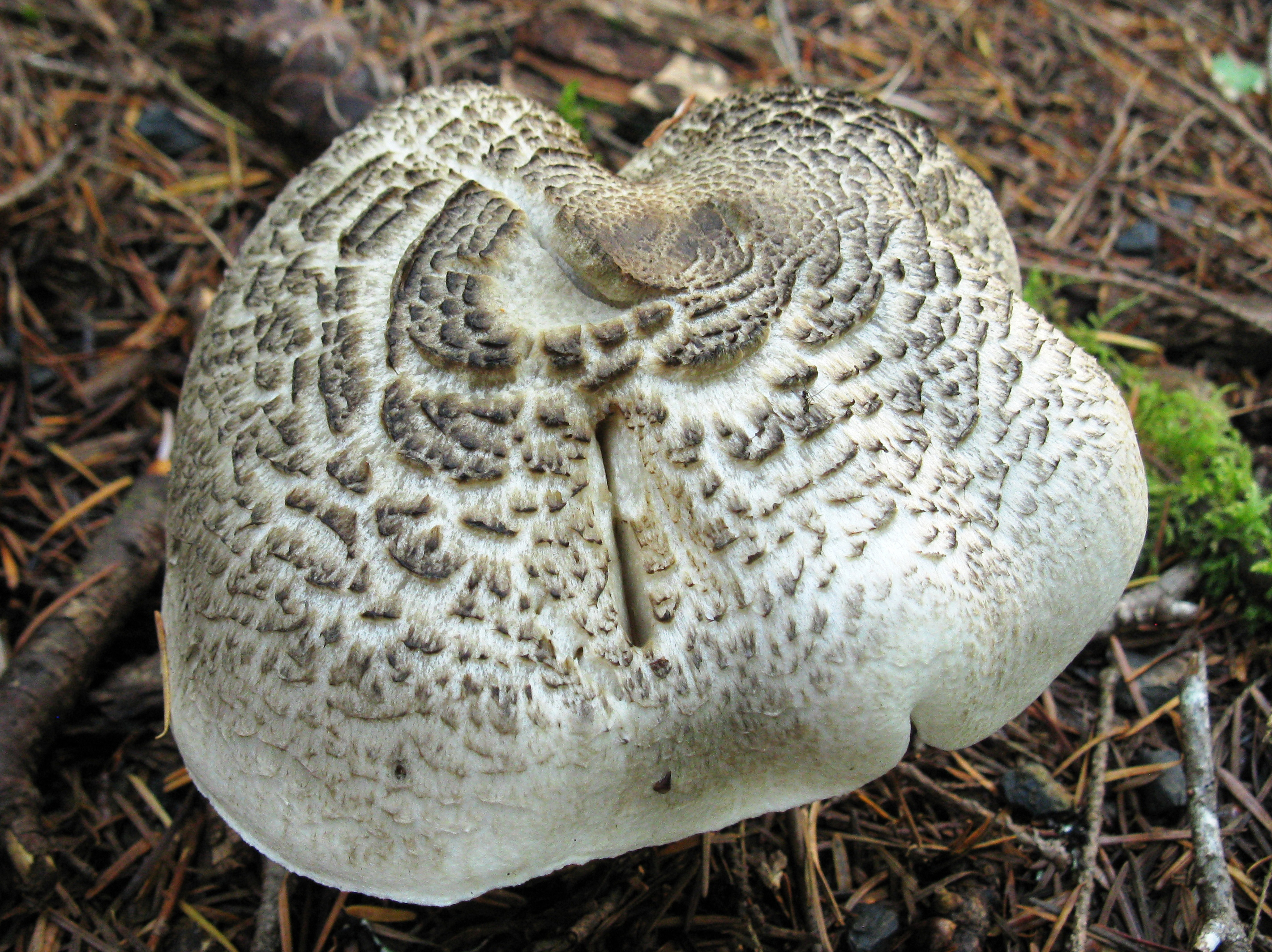
Chapeau de Tricholoma pardinum pourvu d'écailles.

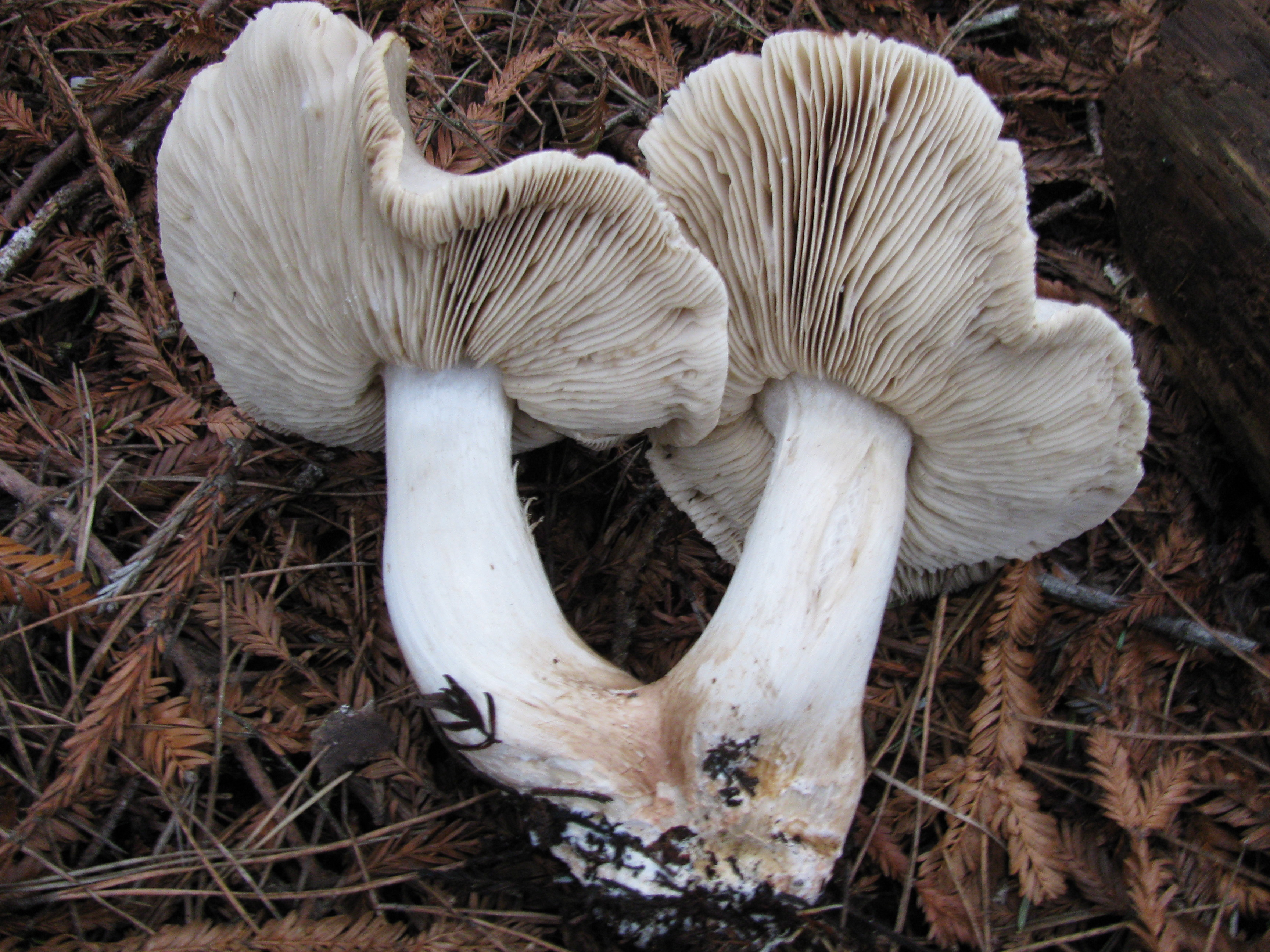
Lames de Tricholoma pardinum.

Le sporophore est de taille moyenne, avec un chapeau de 6  à   10 cm de diamètre, bien que certains spécimens, rares, peuvent avoir un chapeau atteignant 20 cm de diamètre ; il est d'abord hémisphérique avant l'aplatissement qui peut survenir avec la maturité (il peut demeurer obtus) et montre un large ombilic peu profond ; il est assez charnu. La marge du chapeau est d'abord enroulée vers l'intérieur mais se déroule à maturité. Sa cuticule est gris argenté ou gris pâle ; d'abord tomenteuse, elle se couvre ensuite d'écailles disposées en zones concentriques, grises, brunes ou noirâtres vers le centre et plus pâles près de la marge (Louis Secretan remarque par ailleurs sa ressemblance avec Sarcodon imbricatus) ; celle-ci est enroulée et irrégulière et se crevasse avec l'âge.
Les lames sont presque libres (détachées du pied), serrées, inégales, blanc crème ou grisâtre (elles peuvent avoir une teinte jaunâtre ou grisâtre) et épaisses ; il peut en dégoutter de l'eau, comme il peut en dégoutter du haut du pied quand il est cassé,. Avec l'âge, les arêtes des lames peuvent prendre un aspect déchiqueté et rugueux. L'espacement des lames est très variable ; généralement, entre 100 et 120 lames s'étendent du pied jusqu'au bord du chapeau, avec un nombre variable de lamellules.
Le stipe, épais, peut être blanc, gris pâle ou marron pâle ; il est plus épais à sa base. La texture du stipe peut aller de fibreuse (grosses fibres disposées longitudinalement) à plus ou moins spongieuse ; la base du pied peut virer au marron sale ou au jaune quand on l'écrase,. Il mesure de 3  à   8 cm de hauteur et de 1,5  à   2 cm de largeur, pour 2,5  à   4 cm de diamètre à la base ; le champignon ne présente ni anneau ni volve. La chair est ferme et blanchâtre et présente une odeur et un goût agréables de farine ; elle brunit sous la cuticule. La variété filamentosum présente en outre une odeur et un goût rappelant le concombre.

### Caractères microscopiques
Les spores, ovales ou oblongues, mesurent de 7,5  à   9,5 µm de long sur 5  à   7 μm de large. Elles sont spongieuses, hyalines, non amyloïdes, et disposent d'un hile important. Les basides, cylindriques ou en forme de massue, portent quatre spores, et mesurent de 39  à   50 μm sur 8  à   9,6 μm. Les cystides présentes sur le bord des lames (cheilocystides) ont une paroi mince et un pied fin, elles sont sphériques au sommet, hyalines et mesurent de 29  à   41 μm sur 12  à   21 μm ; ells sont absentes de la face des lames. Les cellules de la cuticule du chapeau forment une pellicule (dans laquelle les hyphes sont repliées parallèlement à la surface du chapeau) développant un trichoderme (avec des hyphes plus ou moins parallèles, émergeant comme des poils perpendiculairement à la surface du chapeau) ; les hyphes de la cuticule sont cylindriques et mesurent de 2  à   9 μm de diamètre, avec une extrémité graduellement élargie, atteignant 11 μm.

### Espèces similaires
Tricholoma pardinum peut aisément être confondu avec plusieurs champignons comestibles à chapeau gris du genre Tricholoma, et certains spécialistes recommandent de laisser le soin de la cueillette de tels champignons aux cueilleurs expérimentés,. Il existe plusieurs espèces superficiellement similaires à Tricholoma pardinum en Europe : Tricholoma myomyces n'a pas l'odeur de farine ni les écailles sur le chapeau, il est plus petit, a une couleur plus sombre, est moins robuste et ses spores, enfin, sont plus petites, atteignant de 5  à   7,5 µm sur 4  à   5 μm, ; Tricholoma argyraceum, comestible, lui ressemble légèrement, mais ses écailles sont plus petites, et ses lames ou parties abîmés peuvent être jaunes ; contrairement à Tricholoma pardinum, qui préfère les régions montagneuses, ces « sosies » ont tendance à pousser à basse altitude. Tricholoma atrosquamosum, plus petit et plus foncé, exhale un arôme de poivre ; Tricholoma orirubens possède de fines écailles grises, des lames rosâtres, une chair fragile et il est généralement plus petit ; Tricholoma portentosum (Tricholome prétentieux), comestible très apprécié, a une taille similaire, mais son chapeau gris uniforme n'est jamais pourvu d'écailles. En outre, Tricholoma pardinum se distingue de Tricholoma myomyces et Tricholoma atrosquamosum par son pied bulbeux et ses lames blanc crème salies de grisâtre.

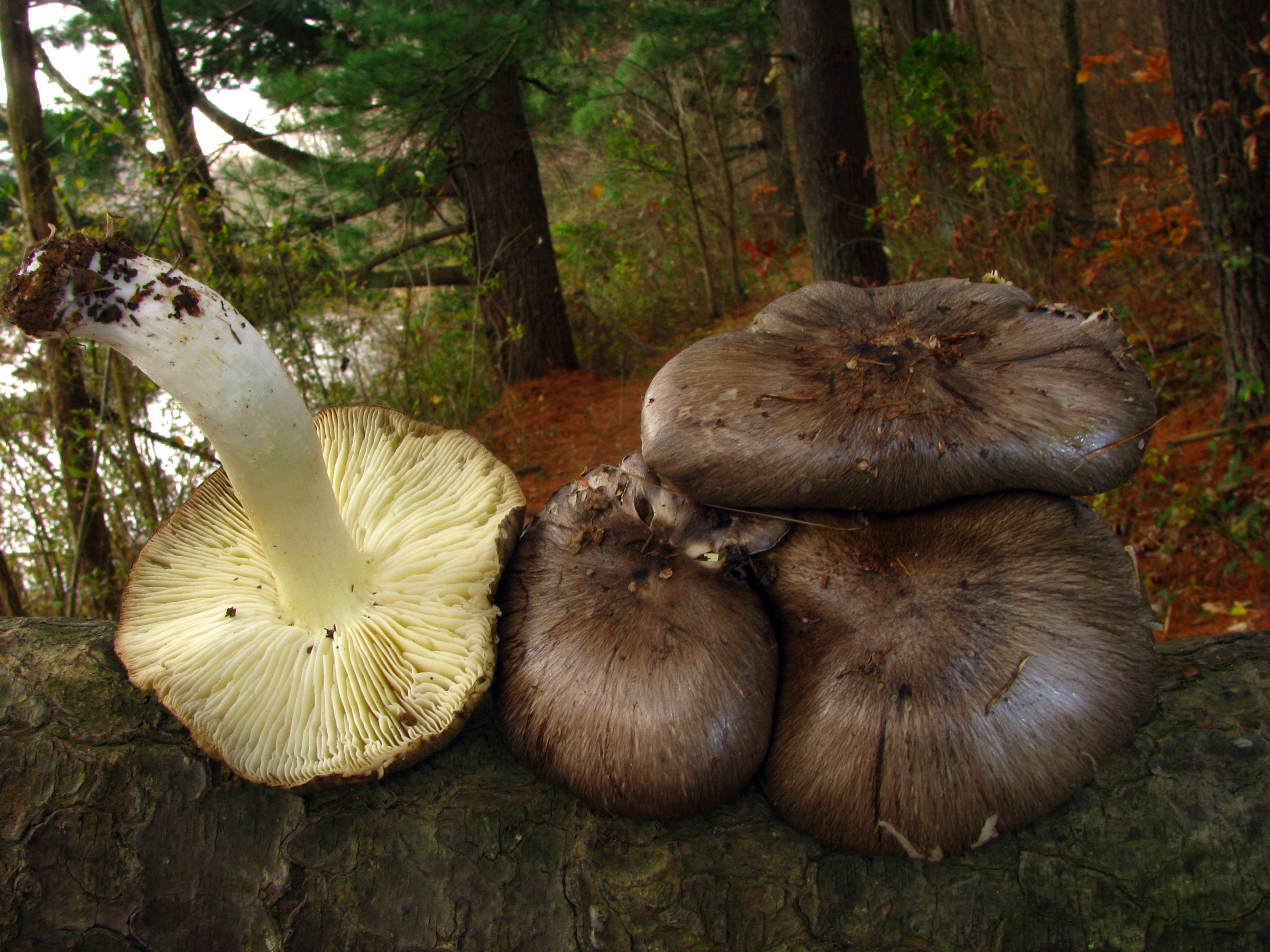
Tricholoma portentosum.
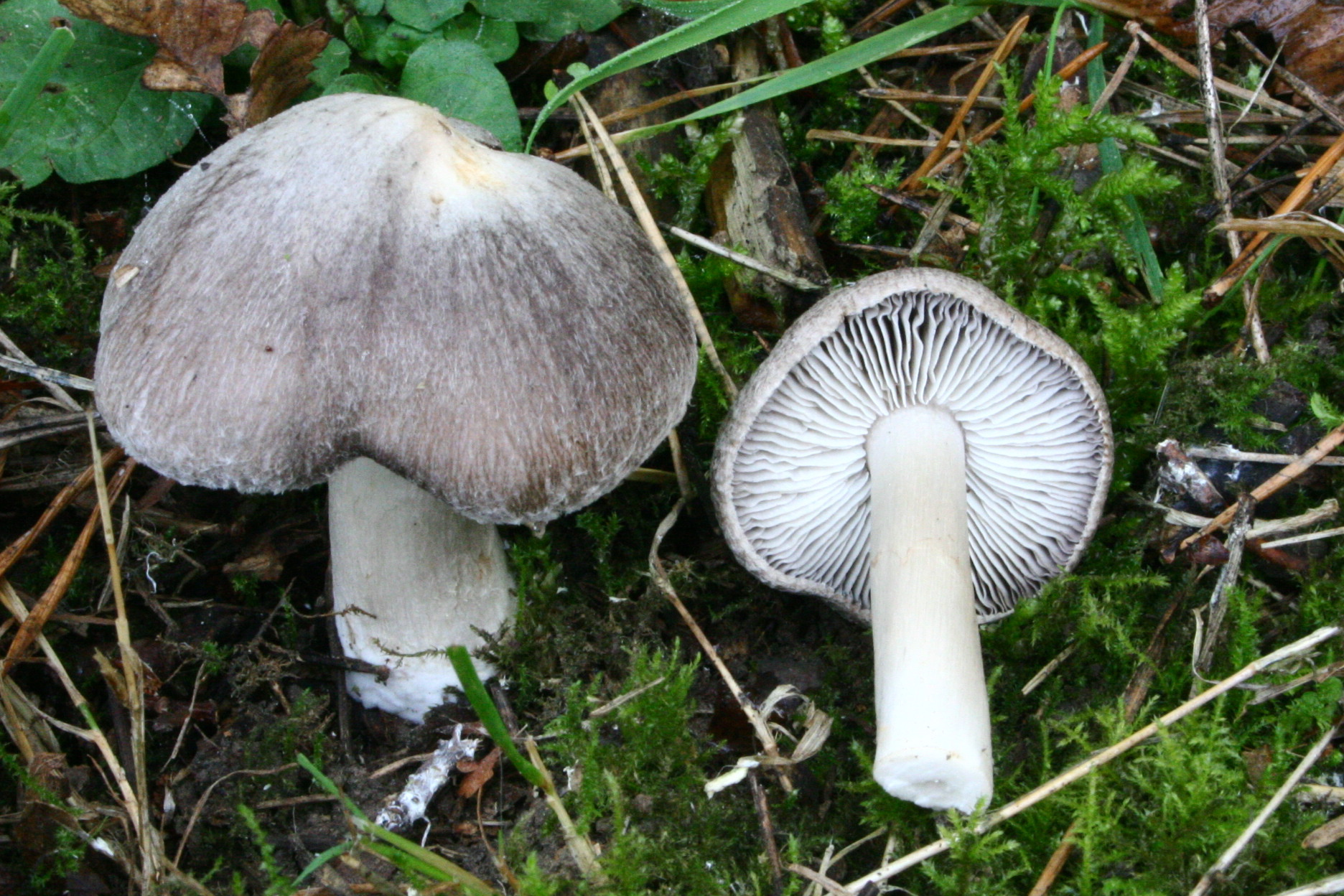
Tricholoma terreum.

En Amérique du Nord, Tricholoma pardinum peut être confondu avec Tricholoma nigrum, et, occasionnellement, avec Tricholoma virgatum qui sont striés plutôt que tachetés. Une forme de Tricholoma pardinum en Amérique du Nord peut être presque blanche avec des écailles pâles, et peut ainsi être confondue avec Tricholoma resplendens, blanchâtre et comestible. Microscopiquement, la présence d'anses d'anastomose chez Tricholoma pardinum le classe à part vis-à-vis des autres membres de son genre, bien que Tricholoma venenatum, plus foncé, en possède également. Selon Alexander Hanchett Smith, Tricholoma pardinum et Tricholoma huronense sont étroitement liés, mais ils peuvent être distingués par le fait que ce dernier possède des lames plus rapprochées, par sa tendance à former des gouttes de liquide rougeâtre sur les lames et la tige, et par la surface gris cendré et écailleuse du pied.

## Distribution et habitat

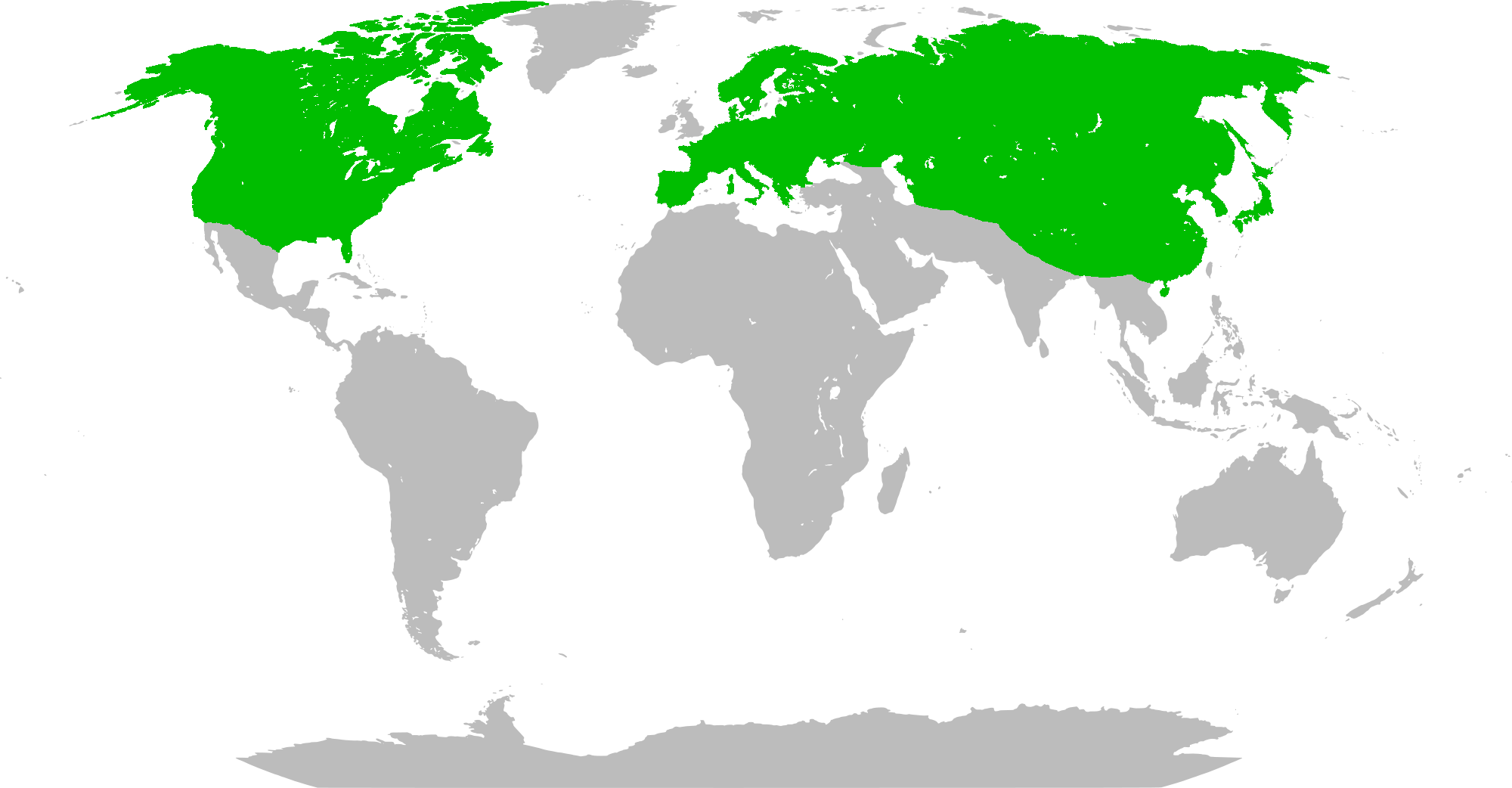
Carte schématique de répartition de Tricholoma pardinum dans le monde (en vert, les pays où l'espèce est signalée).

Tricholoma pardinum est présent dans toute l'Europe, mais il est plus commun dans le sud. Il est abondant dans le massif du Jura et dans l'est de la France. On peut aussi le trouver en Belgique et en Allemagne, mais il n'a jamais été découvert aux Pays-Bas ou dans les îles Britanniques,. Une observation en Estonie a été écartée car aucun spécimen témoin dans un herbier n'a pu être trouvé. En Asie, il a été trouvé en Turquie du sud-ouest dans la province d'İzmir, en Chine et au Japon sur l'île de Sado. Il est largement présent en Amérique du Nord tempérée ; il a notamment été observé dans le comté de Santa Cruz et dans la Sierra Nevada, tous deux en Californie, et jusque dans les Appalaches centrales, qui constituent la limite sud de sa répartition dans l'est du pays. Dans les montagnes Rocheuses et le Nord-Ouest Pacifique, Tricholoma pardinum est couramment associé aux Pinophyta (conifères), à Lithocarpus densiflorus (Tanoak ou chêne à tan) et à Arbutus (arbousier), ces deux derniers plus spécifiquement en Californie.
Le champignon peut être abondant pendant plusieurs années, surtout dans les années chaudes et humides, avec plusieurs années d'absence totale entre deux périodes d'abondance. En Europe, il se trouve sur sol calcaire, souvent à proximité d'arbres des genres Fagus (hêtres) ou Abies (sapins) en été et en automne, de préférence en altitude,. Bien qu'il puisse former des groupes relativement denses ou des ronds de sorcières, il pousse le plus souvent seul.

## Toxicité et symptômes d'intoxication
Tricholoma pardinum est l'une des espèces toxiques du genre Tricholoma. Sa grande taille, son goût et son odeur agréables en augmentent le risque de consommation accidentelle ; dans la première moitié du XXe siècle en Suisse, il a été la cause de plus de 20 % des empoisonnements aux champignons. De nombreuses intoxications sont également survenues dans le Jura. Toutefois il est cité comme un des exemples de champignons communs du Nord-Est des États-Unis de toxicité faible à modérée.
Il résulte de l'ingestion de Tricholoma pardinum des symptômes gastro-intestinaux tels que des vomissements ou de la diarrhée, accompagnés de nausées et d'étourdissements. Ces effets apparaissent de quinze minutes à deux heures après l'ingestion et persistent souvent pendant plusieurs heures : la guérison totale survient au bout de quatre à six jours ; pendant cette période, la transpiration et l'anxiété peuvent être évidentes, des perturbations du foie ayant également été notées. Des crampes peuvent survenir au niveau des mollets. Dans un cas précis, sept personnes et un chat ont souffert de symptômes graves, après avoir partagé un repas qui ne contenait que deux de ces champignons. La mycotoxine, dont l'identité est inconnue, semble provoquer une inflammation soudaine des muqueuses tapissant l'estomac et les intestins.
Ces symptômes peuvent être suffisamment graves pour nécessiter l'hospitalisation du malade. Le traitement est surtout un soutien : des antispasmodiques peuvent être prescrits afin de diminuer les douleurs abdominales, ainsi que du charbon actif pour absorber les résidus de la toxine ; une perfusion intraveineuse peut s'avérer nécessaire si la déshydratation est trop importante, spécialement chez les enfants ou les personnes âgées. Une fois le contenu gastrique évacué, de la métoclopramide peut être utilisée en cas de vomissements récurrents.